# Коптілово (село)
Копті́лово (рос. Коптелово) — село у складі Алапаєвського міського округу (Верхня Синячиха) Свердловської області.
Населення — 1292 особи (2010, 1467 у 2002).
Національний склад населення станом на 2002 рік: росіяни — 92 %.